# Craig Mottram
Craig Mottram (Australia, 18 de junio de 1980) es un atleta australiano, especialista en la prueba de 5000 m, con la que ha logrado ser medallista de bronce mundial en 2005.

## Carrera deportiva
En el Mundial de Helsinki 2005 ganó la medalla de bronce en los 5000 metros, con un tiempo de 13:32.96 segundos, quedando tras el keniano Benjamin Limo y el etíope Sileshi Sihine.